# Khentamentiou
Khentamentiou est une divinité funéraire de la mythologie égyptienne dont le culte semble avoir été assez limité dans l’espace et dans le temps.
Son nom, qui signifie « celui-qui-préside les Occidentaux (les défunts) », traduit bien sa fonction funéraire de gardien de la nécropole royale prédynastique et thinite d’Abydos (dynastie 0, Ire et IIe dynasties).
Il est un gardien des nécropoles, avec Anubis et Oupouaout, dieux avec lesquels il est assimilé dès l’Ancien Empire.
On trouve également son nom sous la forme Khentamenti qui signifie « celui-qui-préside l’Occident (le monde des morts) »,.
Il semble que son culte se soit limité à la région d’Abydos où il finit, avant la Deuxième Période intermédiaire, par être assimilé au dieu Osiris, importé de Busiris où il avait déjà supplanté le dieu Andjéty. Khentamentiou devient dès lors une des épithètes majeures du dieu Osiris. Pendant le Moyen Empire, notamment, Osiris est syncrétisé avec Khentamentiou pour former Osiris-Khentamentiou comme nous le montre plusieurs hymnes de cette période à son effigie.
Il est représenté sous les traits d’un canidé noir proche du chacal, animal funéraire par excellence.